# Selección de hockey sobre hielo de Estados Unidos
La selección de hockey sobre hielo de Estados Unidos es el equipo masculino de hockey sobre hielo que representa a Estados Unidos. El equipo es representado por la USA Hockey, la asociación de hockey sobre hielo de Estados Unidos, miembro de la IIHF.
Estados Unidos ganó la medalla de oro en los  Juegos Olímpicos de 1960 y 1980, y la medalla de plata en ocho ediciones, más recientemente 2002 y 2010. En el Campeonato Mundial de la IIHF, Estados Unidos ganó en 1933, obtuvo el segundo puesto cuatro veces y el tercero seis veces, más recientemente en 2013 y 2015.
Por otra parte, Estados Unidos obtuvo el segundo puesto en la Copa Canadá de 1991 y triunfó en la Copa Mundial de 1996.
Pese al poderío de su liga local, Estados Unidos ha tenido resultados relativamente pobres en el Campeonato Mundial de la IIHF. Inicialmente se debía por no poder utilizar jugadores profesionales, y a partir de la década de 1990 porque el certamen se disputa en abril-mayo, al mismo tiempo que la postemporada de la National Hockey League.
Junto a Canadá, Suecia, Finlandia, Rusia y República Checa, Estados Unidos comparte el título de los "Seis Grandes" del hockey sobre hielo.

## Resultados

### Juegos Olímpicos
- 1.º puesto en 1960 y 1980.
- 2.º puesto en 1920, 1924, 1932, 1952, 1956, 1972, 2002 y 2010.
- 3.º puesto en 1936.
- 4.º puesto en 1992 y 2014.

### Campeonato Mundial
- 1.º puesto en 1933.
- 2.º puesto en 1931, 1934, 1939 y 1950.
- 3.º puesto en 1949, 1962, 1996, 2004, 2013 y 2015.
- 4.º en 1948, 1955, 1959, 1976, 1985, 1991, 1994, 2001 y 2009.

### Copa Canadá
- 1976: 5.º puesto
- 1981: Semifinales
- 1984: Semifinales
- 1987: 5.º puesto
- 1991:  2.º puesto

### Copa Mundial
- 1996:  1.º puesto
- 2014: Semifinales